# Aleksander Dziewa
Aleksander Dziewa (ur. 6 listopada 1997 w Koninie) – polski koszykarz, występujący na pozycjach silnego skrzydłowego lub środkowego, obecnie zawodnik grający w Kingu Szczecin. Mistrz Polski ze Śląskiem Wrocław (2022). Wicemistrz Polski ze Śląskiem Wrocław (2023).

## Ciekawostki
Aleksander Dziewa w dzieciństwie grał w szachy. W wieku 16 lat rozpoczął swoją karierę koszykarską. Posiada dwa psy rasy The Pug.  

## Osiągnięcia
Stan na 25 listopada 2023, na podstawie, o ile nie zaznaczono inaczej.

### Drużynowe
Seniorskie
- Mistrz Polski (2022)[5]
- Wicemistrz Polski (2023)[6]
- Brązowy medalista mistrzostw Polski (2021)[7]
- Finalista Superpucharu Polski (2022)[8]Finalista Pucharu Polski (2024)[9]
- Wicemistrz I ligi (2019)
- Awans do I ligi ze Śląskiem Wrocław (2017)

Młodzieżowe
- Mistrz juniorów starszych (2017
- Uczestnik mistrzostw Polski:
  - juniorów starszych (2015, 2016, 2017)
  - juniorów (2015)

### Indywidualne
- Najlepszy polski: 
  - zawodnik EBL (2022)[10]
  - debiutant EBL (2020)[11]
- Laureat nagrody – blok sezonu EBL (2021, 2023)[12][13]
- MVP:
  - miesiąca EBL (listopad 2020, listopad 2023)[14][15]
  - kolejki EBL (11, 24 – 2020/2021[16][17], 13 – 2021/2022[18])
  - I ligi (2019)[19]
  - mistrzostw Polski U–20 (2017)
- Zaliczony do:
  - I składu:
    - sezonu EBL (2022, 2023)[20][21]
    - kolejki EBL (11, 13, 17, 24 – 2020/2021[22][23][24][25], 13 – 2021/2022[26], 9, 12, 14, 16, 24 – 2022/2023[27][28][29][30][31])

  - II składu EBL (2021 przez dziennikarzy)[32]

### Reprezentacja
- Uczestnik mistrzostw Europy:
  - 2022 – 4. miejsce[33]
  - dywizji B:
    - U–20 (2017 – 5. miejsce)
    - U–18 (2015 – 4. miejsce)